# المراكب (العدين)

تعديل مصدري - تعديل

المراكب هي إحدى قرى عزلة خباز بمديرية العدين التابعة لمحافظة إب، بلغ تعداد سكانها 1777 نسمة حسب تعداد اليمن لعام 2004.